# Thomas Rodriguez
Thomas Rodriguez es un deportista francés que compitió en taekwondo. Ganó una medalla de plata en el Campeonato Europeo de Taekwondo de 1984, en la categoría de –64 kg.

## Palmarés internacional
| Campeonato Europeo | Campeonato Europeo | Campeonato Europeo | Campeonato Europeo |
| Año                | Lugar              | Medalla            | Categoría          |
| ------------------ | ------------------ | ------------------ | ------------------ |
| 1984               | Stuttgart (RFA)    | Medalla de plata   | –64 kg             |